# 不左轉原則
不左转原则是指在车辆行驶中，尽量避免（在右行交通系统中）左转的原则。此规则为聯合包裹服務公司（UPS）所采用。UPS數據中心计算出的最佳路线规则中，有一项便是“若非必要，盡量避免左轉”。UPS公司表示，通過保持最低限度的左轉，節約了1000萬加侖的燃料，避免了2萬噸二氧化碳的排放，並且每年多運送了350,000件包裹。另外，據美國國家高速公路交通安全總局統計，因左轉的交通事故發生率為53.1％，而右轉事故發生率僅為5.7％。